# Valderiès
Valderiès é uma comuna francesa na região administrativa da Occitânia, no departamento de Tarn. Estende-se por uma área de 20.42 km², e possui 846 habitantes, segundo o censo de 2018, com uma densidade de 41 hab/km².